# Liste der Baudenkmale in Alt Zauche-Wußwerk
Die Liste der Baudenkmale in Alt Zauche-Wußwerk enthält alle Baudenkmale der brandenburgischen Gemeinde Alt Zauche-Wußwerk. Grundlage ist die Landesdenkmalliste mit dem Stand vom 1. Januar 2025. Die Bodendenkmale sind in der Liste der Bodendenkmale in Alt Zauche-Wußwerk aufgeführt.

## Baudenkmale in den Ortsteilen
In den Spalten befinden sich folgende Informationen:
- ID-Nr.: Die Nummer wird vom Brandenburgischen Landesamt für Denkmalpflege vergeben. Ein Link hinter der Nummer führt zum Eintrag über das Denkmal in der Denkmaldatenbank. In dieser Spalte kann sich zusätzlich das Wort Wikidata befinden, der entsprechende Link führt zu Angaben zu diesem Denkmal bei Wikidata.
- Lage: die Adresse des Denkmales und die geographischen Koordinaten. Link zu einem Kartenansichtstool, um Koordinaten zu setzen. In der Kartenansicht sind Denkmale ohne Koordinaten mit einem roten beziehungsweise orangen Marker dargestellt und können in der Karte gesetzt werden. Denkmale ohne Bild sind mit einem blauen bzw. roten Marker gekennzeichnet, Denkmale mit Bild mit einem grünen beziehungsweise orangen Marker.
- Bezeichnung: Bezeichnung in den offiziellen Listen des Brandenburgischen Landesamtes für Denkmalpflege. Ein Link hinter der Bezeichnung führt zum Wikipedia-Artikel über das Denkmal.
- Beschreibung: die Beschreibung des Denkmales
- Bild: ein Bild des Denkmales und gegebenenfalls einen Link zu weiteren Fotos des Baudenkmals im Medienarchiv Wikimedia Commons

### Alt Zauche
| ID-Nr.   | Lage                                        | Bezeichnung              | Beschreibung                                                                                              | Bild                     |
| -------- | ------------------------------------------- | ------------------------ | --- | ------------------------ |
| 09140576 | Hauptstraße / Alt Zaucher Dorfstraße (Lage) | Kriegerdenkmal           | | weitere Bilder           |
| 09140047 | Mühlweg 10 (Lage)                           | Forsthaus „Schützenhaus“ | Das Forsthaus ist heute eine Gaststätte mit Kahnanlegestelle. Es liegt im Naturschutzgebiet Schützenhaus. | Forsthaus „Schützenhaus“ |

### Burglehn
| ID-Nr.   | Lage               | Bezeichnung      | Beschreibung | Bild |
| -------- | ------------------ | ---------------- | ------------ | ---- |
| 09140048 | Burglehn 41 (Lage) | Fachwerkwohnhaus |              | BW   |

### Wußwerk
| ID-Nr.   | Lage                           | Bezeichnung | Beschreibung | Bild     |
| -------- | ------------------------------ | ----------- | ------------ | -------- |
| 09140410 | Wußwerker Dorfstraße 34 (Lage) | Wohnhaus    |              | Wohnhaus |